# Цвери (Тетрицкаройский муниципалитет)
Цвери (груз. წვერი) — село в Грузии, на территории Тетрицкаройского муниципалитета края (мхаре) Квемо-Картли.

## География
Село находится в юго-восточной части Грузии, на левом берегу реки Вере, на расстоянии приблизительно 15 километров (по прямой) к северо-востоку от города Тетри-Цкаро, административного центра муниципалитета. Абсолютная высота — 907 метров над уровнем моря.

## Население
По результатам официальной переписи населения 2014 года в Цвери проживало 3 человека (3 мужчины). В национальной структуре населения грузины составляли 100 %.